# Hiéroglyphe égyptien G54
L'oie troussée, en hiéroglyphes égyptiens, est classifiée dans la section G « Oiseaux » de la liste de Gardiner ; cet hiéroglyphe y est noté G54. 

## Représentation
Il représente une oie rieuse (Anser albifrons) ou peut être un canard pilet (Anas acuta) troussé. Il est translittéré snḏ ou snd.

## Utilisation
| w | S · n | G54 |

| w | S · n | G54 |

| G54 | A2 |

| G54 | A2 |

| s | n · d | G54 |

| s | n · d | G54 |